# Chelodina reimanni
Espèce
Statut de conservation UICN

 NT  : Quasi menacé
Chelodina reimanni est une espèce de tortue de la famille des Chelidae.

## Répartition
Cette espèce est endémique de Nouvelle-Guinée.

## Étymologie
Cette espèce est nommée en l'honneur de Michael J. Reimann.

## Publication originale
- Philippen & Grossmann, 1990 : Eine neue Schlangenhalsschildkröte von Neuguinea: Chelodina reimanni sp. n. (Reptilia, Testudines, Pleurodira: Chelidae). Zoologische Abhandlungen Staatliches Museum Tierkunde Dresden, vol. 46, no 5, p. 95-102.